# Stanko Todorov

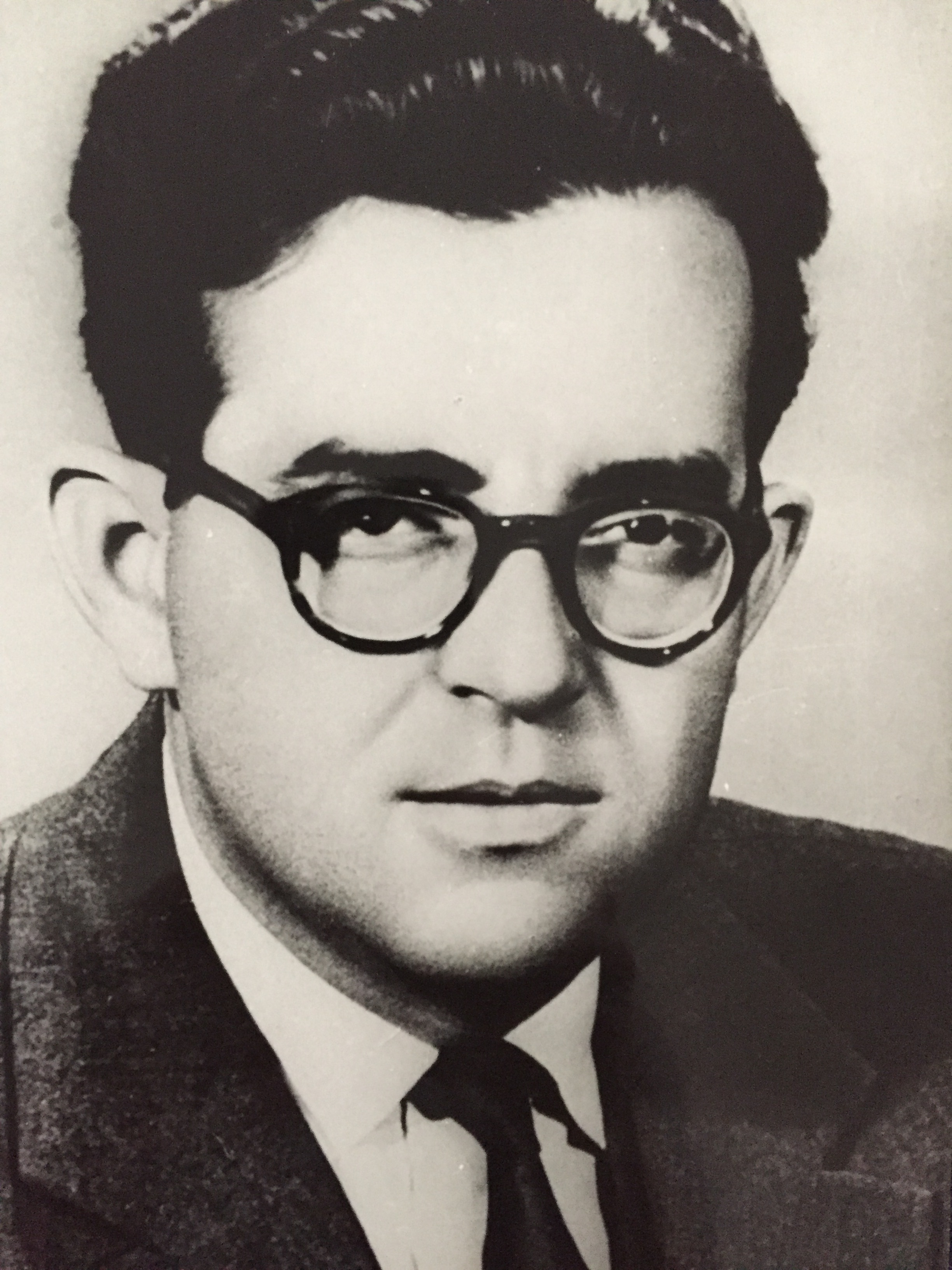
Stanko Todorov

Stanko Georgiev Todorov (Bulgaars: Станко Георгиев Тодоров) (Klenovik, 10 december 1920 - Sofia, 17 december 1996) was een Bulgaars politicus.

## Vroege carrière
Stanko Todorov bezocht de lagere school, maar volgde daarna geen andere opleiding meer. In 1936 sloot hij zich aan bij de - toen - illegale Communistische Jeugdliga. Van 1940 tot 1941 was hij lid van het bestuur van (communistische) Jeugd Vakbond. In 1941 werd hij lid van het districtscomité van de Communistische Jeugdliga in Sofia. In hetzelfde jaar moest hij dienst nemen in het Bulgaarse leger. Na enige tijd deserteerde hij en sloot zich aan bij het illegale communistische verzet tegen de pro-Duitse regering in Sofia. Hij was afgevaardigde van de Communistische Jeugdliga bij de staf van de Sofia Gevechtsgroep (partizaneneenheid) en in 1943 werd hij lid van de Bulgaarse Communistische Partij (BKP). In februari 1944 raakte hij ernstig gewond en werd gevangengenomen door de politie, maar op 30 maart 1944 vluchtte hij uit het politiebureau. Hij sloot zich direct weer aan bij de partizanen.
Op 9 september 1944 pleegde het Vaderlands Front, waarin de communisten domineerden, een staatsgreep. Todorov nam actief deel aan deze staatsgreep. De regering van het Vaderlands Front zond afgevaardigden naar Moskou en tekende een wapenstilstand. In 1945 werd Todorov lid van het Centraal Comité van de Communistische Jeugdliga en secretaris van het Regionale Comité van de Communistische Jeugdliga in Sofia. In 1950 werd hij lid van het Regionale Comité van de BKP in Sofia. Van 1952 tot 1957 was hij minister van Landbouw en in 1953 nam hij zitting in de Narodno Sobranie (Nationale Vergadering).

## Minister-president en parlementsvoorzitter
Todorov's ster binnen de BKP rees. In 1954 werd hij bij het 6de Congres van de BKP in het Centraal Comité gekozen en in 1959 werd hij kandidaat-lid van het Politbureau, in 1961 werd hij stemhebbend lid. Van 1959 tot 1962 vervulde hij de belangrijke post van voorzitter van de Staatsplanningscommissie en sinds 1962 was hij verbonden aan het bureau van de Raad van Ministers. Op 7 juli 1971 werd hij voorzitter van de Raad van Ministers (premier) en verving hiermee Todor Zjivkov die voorzitter van de Staatsraad (staatshoofd) werd. Hij bleef premier tot 17 juni 1981. Staatshoofd Zjivkov besloot dat er economische hervormingen moesten worden doorgevoerd en daarvoor meende hij een nieuwe premier en nieuwe regering nodig te hebben.
Op 17 juni 1981 werd Todorov voorzitter van de Nationale Vergadering, het parlement van Bulgarije. Todorov was een groot voorstander van de hervormingen die door Michael Gorbatsjov werden doorgevoerd in de Sovjet-Unie en hij steunde de hervormingsgezinde vleugel van de BKP. In november 1989 speelde hij een rol in de paleiscoup die Todor Zjivkov ten val bracht. Hierop begon het democratiseringsproces. Todorov werd lid van de Bulgaarse Socialistische Partij en trad op 3 april 1990 af als parlementsvoorzitter. Van 6 juli 1990 tot 17 juli 1990 was Todorov waarnemend president van Bulgarije.